# Nezahualcóyotl
Nezahualcóyotl (28 de abril de 1402 - 4 de junho de 1472) foi um filósofo, guerreiro, arquiteto e poeta da cidade-estado de Texcoco no México pré-colombiano. Ao contrário de outras figuras mexicanas de alto perfil do século anterior à conquista espanhola, Nezahualcóyotl não era um asteca, seu povo foi o Acolhuas, outro povo Nahuan se instalaram na parte oriental do Vale do México, estabelecendo-se no lado oriental do lago Texcoco.